# Орешак (Ловечская область)
Орешак (болг. Орешак) — село в Болгарии. Находится в Ловечской области, входит в общину Троян. Население составляет 2 142 человека.

## Политическая ситуация
В местном кметстве Орешак, в состав которого входит Орешак, должность кмета (старосты) исполняет Христо Стойков Терзиев (Граждане за европейское развитие Болгарии (ГЕРБ)) по результатам выборов правления кметства.
Кмет (мэр) общины Троян — Минко Цочев Акимов (Граждане за европейское развитие Болгарии(ГЕРБ)) по результатам выборов в правление общины.

## Люди, связанные с селом
- Максим (Марин Найденов Минков) — родился в селе 29 октября 1914 года, с 4 июля 1971 года Святейший Патриарх Болгарский, Митрополит Софийский.
- Софроний (Стойчев) — митрополит

## Достопримечательности
- Близ села Троянский монастырь Успения Богородицы — третий по величине православный ставропигиальный мужской монастырь Болгарской Православной Церкви.